# Fritz Bräun
Fritz Bräun (Fürth, 4 dicembre 1903 – Idar-Oberstein, 10 gennaio 1982) è stato un lottatore e sollevatore tedesco due volte campione europeo, che gareggiò nella categoria dei pesi medi.

## Carriera
Iniziò a lottare all'età di 10 anni a Fürth e in seguito si dedicò anche al sollevamento pesi, conquistando la medaglia di bronzo ai campionati europei di Neunkirchen nel 1924. Come lottatore raggiunse il massimo campionato tedesco all'età di 18 anni quando divenne per la prima volta campione tedesco nel 1921. Nel 1924 passò all'ASV Kreuznach, con la cui squadra divenne campione tedesco per altre due volte, nel 1925 e nel 1928. La squadra dove militava riuscì a ingaggiare i migliori lottatori europei, come ad esempio il campione olimpico ungherese Lajos Keresztes, un altro ungherese – József Tasnádi – e due campioni tedeschi con lo stesso Bräun e Willi Müller di Colonia.
Bräun ottenne anche successi a livello internazionale, diventando due volte campione europeo, ma non riuscì mai a qualificarsi per i Giochi olimpici. Nel 1928 fallì la qualificazione nella categoria dei pesi medi contro Hermann Simon di Coblenza e nel 1932 nella categoria dei pesi massimi leggeri contro Heinrich Heitmann di Hörde e Robert Rupp di Mannheim. Agli europei di Milano del 1925 e di Riga nel 1926 batté i futuri campioni olimpici Väinö Kokkinen e Ivar Johansson. Nel 1927 giunse al quarto posto ai campionati europei di Budapest.
Durante la sua carriera di lottatore, Bräun fu allenatore nel DASV dal 1931 al 1934 e poi assistente dell'allenatore Jean Földeák. Dopo il 1945 fu temporaneamente allenatore per l'associazione di lottatori del Saarland, prima di dedicarsi all'insegnamento sportivo a Idar-Oberstein.